# Dietrich II. von Volmerstein
Graf Dietrich II. (Thiderich) von Volmerstein († ca. 1324) (auch Volmarstein) war ein mittelalterlicher Adliger aus dem Hause Volmestein.
Seine Eltern waren Graf Dietrich I. von Volmerstein und Elisabeth von Brakel.
Er war zuerst Domkanoniker zu Paderborn, heiratete aber dann 1304 Gostie von Rinkerode.

## Ehen und Nachkommen
- ⚭ vor Oktober 1304 Gostie von Rinkerode († 1380)
  - Dietrich III.
  - Elisabeth (Elise) ⚭ Burggraf Heinrich von Stromberg
    - Johann von Stromberg

  - Reke